# NGC 736
NGC 736 je galaksija u zviježđu Trokut.

## Vanjske poveznice
- SEDS: NGC 736